# Melaleuca lateriflora
Melaleuca lateriflora är en myrtenväxtart som beskrevs av George Bentham. Melaleuca lateriflora ingår i släktet Melaleuca och familjen myrtenväxter.

## Underarter
Arten delas in i följande underarter:
- M. l. acutifolia
- M. l. lateriflora